# Academische kunst

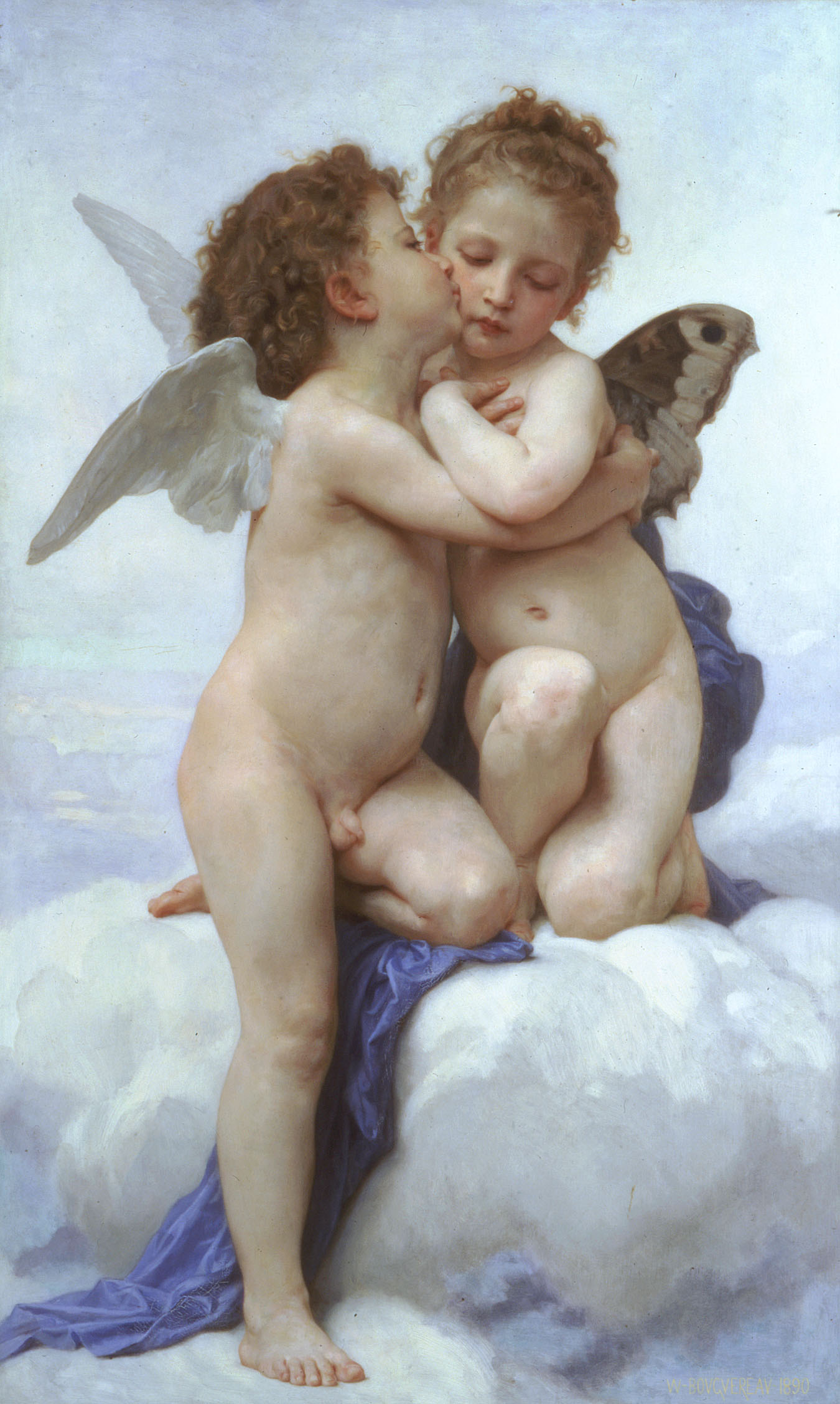
L'Amour et Psyche, enfants, van William-Adolphe Bouguereau

Academische kunst is een stijl van beeldhouwen en schilderen die ontstond door de invloed van de Europese kunstacademies en universiteiten. De term academische kunst wordt vooral gebruikt in verband met kunst en kunstenaars die gedurende de 19e eeuw onder invloed stonden van de Franse Académie des Beaux-Arts.

## Geschiedenis van de Europese academies

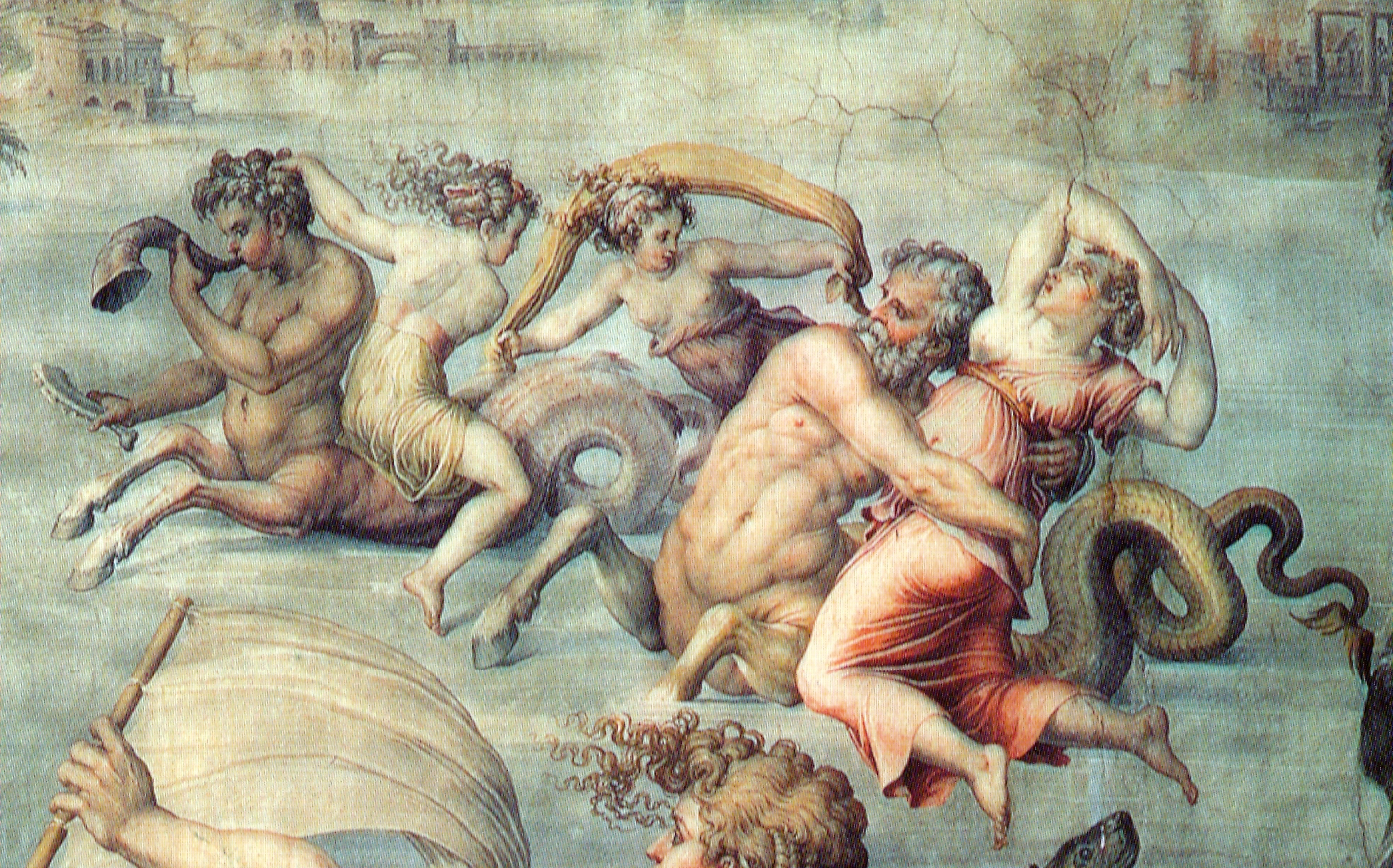
Uitreiking van de eerste vruchten der aarde aan Saturnus, fresco van Giorgo Vasari, ca. 1560, Palazzo Vecchio, Florence

De eerste academies werden opgericht in het Italië van de zestiende eeuw. In Florence werd in 1562 de Accademia dell'Arte del Disegno opgericht door Giorgio Vasari. De studenten leerden de arti del disegno, de kunsten van het ontwerpen, een term die Vasari zelf had bedacht. Ze kregen les in onder meer anatomie en geometrie. De Accademia di San Luca werd in 1593 opgericht in Rome. Deze academie diende later als voorbeeld bij de oprichting van de Académie royale de peinture et de sculpture in 1648 op initiatief van koning Lodewijk XIV.
Uit deze academie kwam later in 1816 de Académie des beaux-arts voort. Een van de principes was dat de kunstenaar zich onderscheidt van de ambachtsman door beoefening van het vrije kunstenaarschap. De kunstenaar mocht zijn eigen fantasie en voorstellingsvermogen gebruiken bij het kiezen van het motief en het thema, maar hij moest zich wel aan de regels houden wat betreft de concrete en realistische voorstelling zoals die door de Academie werd voorgeschreven. 
Na een reorganisatie van de Académie royale de peinture et de sculpture in 1661 door Lodewijk XIV met het doel het artistieke leven naar zijn hand te zetten, ontstond een controverse tussen twee verschillende stromingen die de rest van de eeuw zou voortduren. De discussie ging over de vraag of men Peter Paul Rubens ofwel Nicolas Poussin als voorbeeld moest nemen. De volgelingen van Poussin, de “poussinisten”, vonden dat de lijn (disegno) moest domineren. De Rubensfans, de “rubenisten”, vonden dat kleur belangrijker was omdat het de emotie bepaalt. 
De discussie dook in de 19e eeuw wederom op, tijdens het neoclassicisme met Jean Auguste Dominique Ingres als belangrijke vertegenwoordiger, en met de stroming van het romanticisme waarvan Eugène Delacroix deel uitmaakte. Er werd ook gedebatteerd over de vraag of de kunstenaar de natuur moest bestuderen of beter de klassieke meesters tot voorbeeld kon nemen.

## Ontwikkeling van de academische stijl

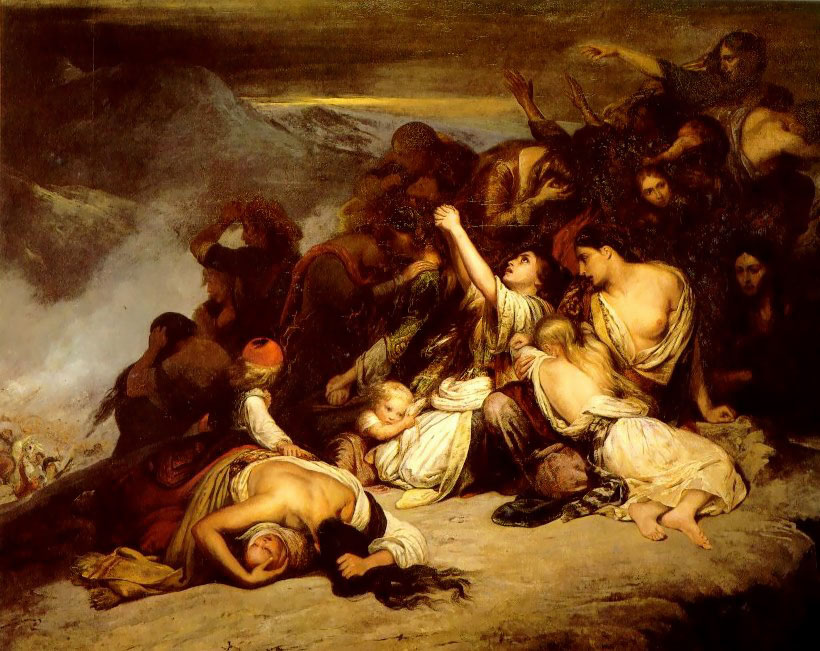
Ary Scheffer, de vrouwen van Souli, 1827, Musée du Louvre, Parijs

Sinds het begin van de discussie tussen poussinisten en rubenisten werkten vele kunstenaars volgens een van beide stijlen. In de 19e eeuw toen de discussie terugkeerde wilde men graag een synthese tussen het neoclassicisme en het romanticisme. De ene na de andere kunstenaar werd door de critici aangewezen als degene die deze synthese tot stand gebracht zou hebben, waaronder Théodore Chassériau, Ary Scheffer, Francesco Hayez, Alexandre-Gabriel Decamps, en Thomas Couture. Een latere academische kunstenaar, William-Adolphe Bouguereau, maakte de opmerking dat je door kleur en lijn als hetzelfde te beschouwen een goed kunstenaar kon worden. Thomas Couture schreef hetzelfde in een boek over methoden. Volgens hem was het nonsens te beweren dat een schilderij een betere lijn of een betere kleur had. Als de kleur goed was moest het binnen de vorm passen en vice versa. Kleur was in feite een manier om de “waarde” van de vorm te bepalen.
Een andere ontwikkeling gedurende deze periode was het historicisme, het adopteren van historische stijlen om aan te geven in welke tijd de afbeelding geplaatst moest worden. Het historicisme is duidelijk aanwezig in het werk van Baron Jan August Hendrik Leys. Het kan ook worden teruggevonden in de ontwikkeling van de neogriekse stijl. Het begrip historicisme wordt daarnaast gebruikt met betrekking tot de overtuiging en de praktijk van academische kunstenaars dat de vernieuwingen uit de verschillende periodes uit de kunst in het eigen werk zouden moeten worden verwerkt.
De kunstwereld besteedde ook steeds meer aandacht aan de allegorieën binnen de kunst. Zowel lijn als vorm konden worden ingezet om psychologische effecten te creëren, waarbinnen thema's, emoties en ideeën tot uiting konden komen. Men beweerde dat voorstellingen in schilderkunst en beeldhouwwerk Platonische vormen en idealen konden oproepen, waarnaast gewone voorstellingen een abstract begrip of een eeuwige waarheid zouden weergeven. Vandaar de fameuze uitspraak van John Keats "Beauty is truth, truth beauty". De kunstwerken moesten een “idée” zijn, een compleet, uitgewerkt idee. Bouguereau zei dat hij niet “een oorlog” zou schilderen, maar “oorlog”. Veel schilderijen van academische kunstenaars zijn simpele natuurallegorieën, met titels als Zonsopgang, Schemering, Zien en Proeven, afgebeeld als een enkel naakt, zo afgebeeld dat de toeschouwer daarin de essentie van dat idee moet herkennen. 
Er was sprake van een toenemend idealisme, tegengesteld aan het realisme. Figuren werden simpeler en abstracter afgebeeld om het ideaal te kunnen verbeelden.

## Academische opleiding

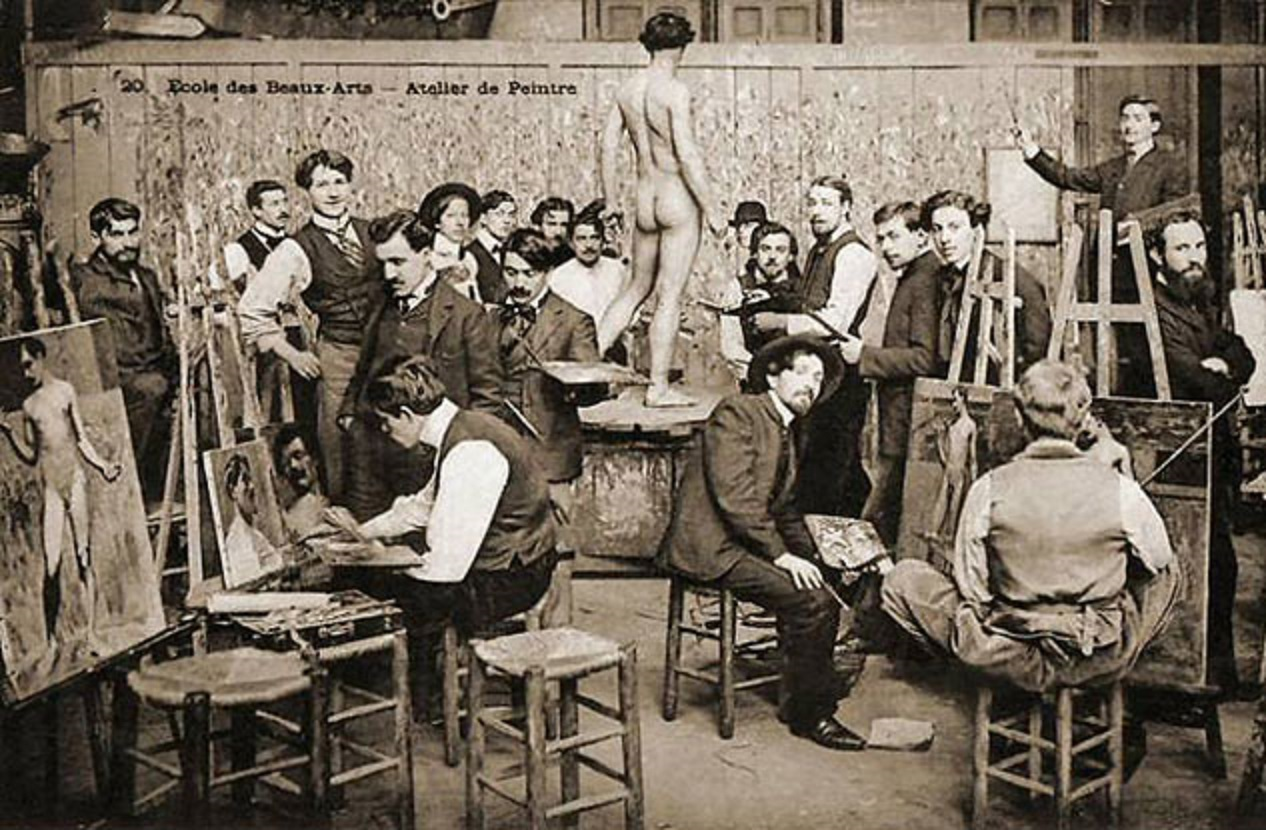
Studenten aan de École des beaux-arts oefenen met een naaktmodel

In de 19e eeuw moesten jonge artiesten jarenlang een strenge opleiding volgen. Alleen studenten met een referentie van een professor in de beeldende kunst werden toegelaten tot de École des Beaux-Arts. Het voornaamste deel van de opleiding bestond uit tekenen. Het schilderen kwam pas aan het eind van de opleiding. De studenten kopieerden de klassieke beeldhouwwerken en moesten de basisprincipes van contour, licht en schaduw onder de knie krijgen. Door het natekenen leerden de studenten hoe het originele kunstwerk tot stand zou zijn gekomen. 
Als ze slaagden voor dit onderdeel mochten ze de gipsen kopieën van klassieke beelden natekenen, daarna mochten ze met levende modellen oefenen. Schilderen werd pas een onderdeel van de opleiding na 1863. Aan het eind van de opleiding trad de student toe tot een studio van een academicus en kon hij leren hoe hij moest schilderen. De studenten konden meedingen naar de Prix de Rome. De winnaar kreeg een beurs om te studeren aan de Villa Medici in Rome. 
Een succesvolle tentoonstelling in de Salon betekende dat de kunstenaar door de gevestigde orde in de kunstwereld werd erkend. Het hoogst bereikbare doel was het lidmaatschap van de Académie Française en erkend te worden als een academicus.

## Academische kunst in de 19e eeuw

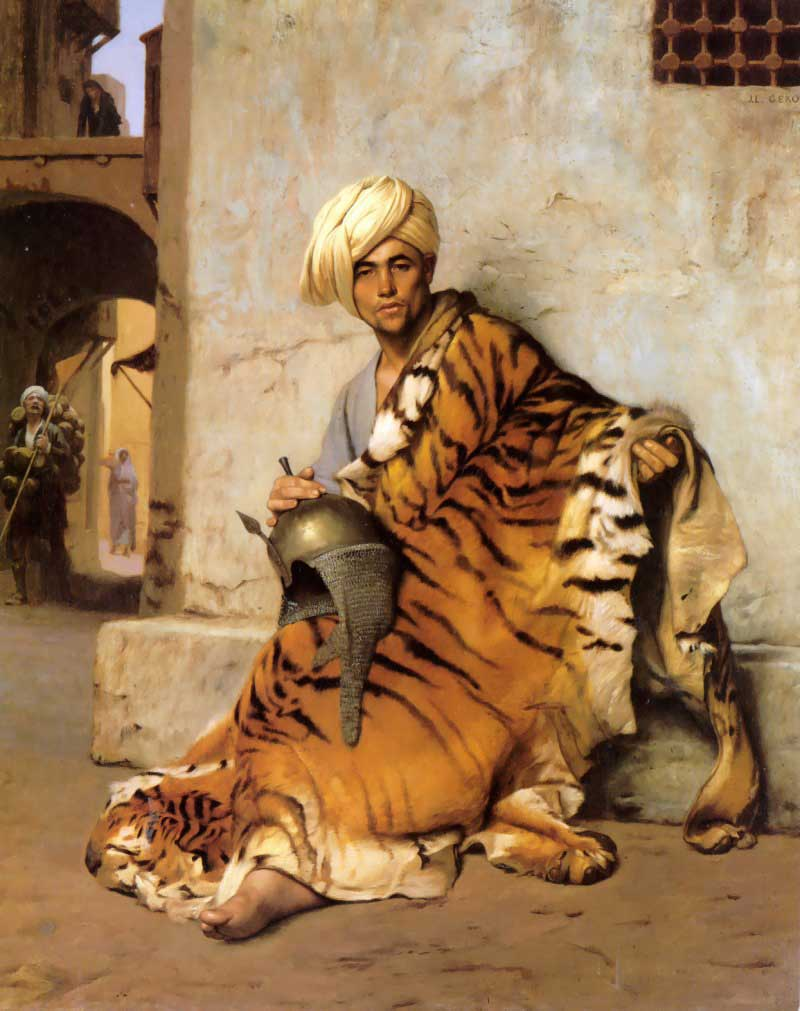
Jean-Léon Gérôme, de Huidenhandelaar van Cairo, 1869

Gedurende de 19e eeuw was de Europese kunst doordrongen van de invloed van academische kunst en vooral van de Académie des Beaux Arts. 
Wilden kunstenaars in de Parijse Salons exposeren dan moesten zij zich houden aan de regels van deze academie. De Salons werden gehouden in het Louvre in de Salon d'Apollon en waren destijds de belangrijkste Europese exposities van beeldende kunst. Vanaf 1903 kwam daar de Salon d'Automne bij. De Salons trokken enorme bezoekersaantallen, wel 50.000 bezoekers op een gewone zondag en tot 500.000 over de duur van de expositie, een periode van twee maanden.
Het academisme bleef niet verschoond van kritiek. Een scheldnaam van de Franse academiekunst was 'Art pompier', letterlijk brandweerkunst, een verwijzing naar de net-echt blinkende helmen van de afgebeelde historische helden. Het impressionisme, dat gedurende de 19e eeuw opkwam, stond lijnrecht tegenover de gestileerde, aan regels gebonden, kunst van de academisten. De impressionisten werden veelvuldig door de Salons geweigerd. Naarmate de moderne schilderkunst oprukte en de academisten zich halsstarrig bleven verzetten tegen deze vooruitgang verloren zij ten slotte hun invloed.
Het jaar 1897 wordt genoemd als het jaar van de definitieve nederlaag van de academische kunst. In dit jaar werd in het Musée du Luxembourg een alternatieve Salon gehouden waar moderne schilders als Paul Cézanne, Edgar Degas, Édouard Manet en Claude Monet mochten exposeren. Jean-Léon Gérôme, een belangrijke vertegenwoordiger van de academische kunst en professor aan de École des Beaux-Arts dreigde zijn functie neer te leggen als de werken zouden worden geëxposeerd. Hij waarschuwde zelfs voor de “ondergang van de Franse natie”, maar 38 van de 67 schilderijen werden toch tot de tentoonstelling toegelaten.
De opening van het Musée d'Orsay in 1986 werd door sommige critici gezien als een rehabilitatie van het academisme en beschouwd als revisionisme.
Nederlandse vertegenwoordigers van de academische kunst waren onder andere Pier Pander, Ary Scheffer en Hubert Vos. Pier Pander won in 1885 de Prix de Rome. Hubert Vos maakte staatsieportretten van koningin Wilhelmina en de Chinese keizerin-weduwe Cixi

## Belangrijkste vertegenwoordigers

### Frankrijk
- Paul Baudry
- William-Adolphe Bouguereau
- Charles Eduard Boutibonne
- Alexandre Cabanel
- Jean-Baptiste Carpeaux
- Charles Joshua Chaplin
- Pierre Auguste Cot
- Thomas Couture
- Alexandre-Gabriel Decamps
- Paul Delaroche
- Jean-Léon Gérôme
- Jean-Jacques Henner
- Jean Auguste Dominique Ingres
- Jules Joseph Lefebvre
- Gustave Moreau
- Auguste Toulmouche

### België
- Hendrik Leys
- Alfred Stevens

### Duitsland
- Franz von Lenbach
- Georges Stein
- Franz Xaver Winterhalter

### Groot-Brittannië
- Lawrence Alma-Tadema
- John Collier
- Frederic Leighton
- Albert Moore
- Edward Poynter
- Charles Spencelayh
- George Frederic Watts

### Mexico
- Angel Zarraga

### Nederland
- Lourens Alma Tadema
- Pier Pander
- Ary Scheffer
- Hubert Vos

### Oostenrijk
- Hans Canon
- Hans Makart

### Polen
- Henryk Siemiradzki

### Spanje
- Antonio Gisbert
- Mariano Fortuny
- Joaquin Pallares y Allustante
- Luis Ricardo Falero

### Zwitserland
- Charles Gleyre

absolute schilderkunst ·  abstract expressionisme · abstracte kunst · academische kunst · actionpainting · art brut · art deco · classicisme · colorfieldpainting · dadaïsme · expressionisme · fauvisme · figuratieve kunst · futurisme · hard edge · hyperrealisme · impressionisme · informele schilderkunst · jugendstil · kubisme · luminisme · magisch realisme · maniërisme · minimal art · naïeve kunst · naturalisme · neo-expressionisme · neo-impressionisme · nieuwe beelding · nieuwe zakelijkheid · op-art · orphisme · oriëntalisme · piëtisme · pittura metafisica · pixel art · pointillisme · popart · postimpressionisme · prerafaëlieten · primitivisme · realisme · romaans . romantiek · sociaal realisme · suprematisme · surrealisme · symbolisme · tachisme